# Tigran Hamasyan
Tigran Hamasyan, né le 17 juillet 1987 à Gyumri (Arménie), est un pianiste et compositeur de jazz arménien.

## Biographie

### Jeunesse et formation
Tigran Hamasyan commence à s'intéresser au piano dès l'âge de deux ans. À trois ans, il chante les chansons de Led Zeppelin, Deep Purple, les Beatles, Louis Armstrong ou encore Queen en s'accompagnant au piano[réf. nécessaire]. À sept ans il découvre le monde du jazz, et passe ses journées à écouter différentes mélodies et à improviser au piano. Il poursuit alors son éducation musicale classique à l'école.
En 1997, quand sa famille déménage à Erevan, il étudie Duke Ellington, Thelonious Monk, Charlie Parker, Art Tatum, Miles Davis, Bud Powell. À cette même période, il met au point ses premières compositions. L'année suivante, sa participation au premier festival de jazz d'Erevan lui permet de se faire remarquer et de se faire inviter pour de prochains concerts et sessions. Lors du second festival de jazz d'Erevan en 2000, alors âgé de 13 ans, il attire l'attention de Chick Corea, Avishai Cohen, Jeff Ballard ou encore Ari Roland. Il rencontre le pianiste Stéphane Kochoyan qui va l'aider à se faire connaître en Europe. En 2001, ce dernier l'invite à plusieurs festivals en France. Le jeune musicien fait alors la connaissance de légendes comme Wayne Shorter, Herbie Hancock, John McLaughlin ou Joe Zawinul et de musiciens comme Danilo Perez et John Patitucci.
Grâce à son premier prix de piano-jazz emporté en 2006 au Thelonious Monk Institute of Jazz, il entre à l'Université de Californie du Sud à Los Angeles où il commence à étudier en profondeur et en parallèle le jazz contemporain et la musique arménienne.

### Carrière
Il publie son premier album en 2006 chez Nocturne, World Passion.
En 2007 il publie son deuxième album, New Era, accompagné de François Moutin et Louis Moutin, avec l'apparition de Vardan Grigoryan au duduk. Il s'installe à New York en 2008.
En 2009, il enregistre Red Hail, un album au carrefour du jazz, du metal et du folklore arménien, avec son nouveau quintet de jeunes musiciens Aratta Rebirth : Areni Agbabian (voc), Ben Wendel (ts), Charles Altura (g), Sam Minaie (b) et Nate Wood (d). Ils se produisent dans plusieurs grands festivals internationaux, de Montréal à Nice en passant par Vienne ou Rotterdam (North Sea Jazz Festival).
En juin 2010, Tigran Hamasyan signe avec le label Verve. Il enregistre en septembre 2010 à Paris l'album solo A fable, pour lequel il est lauréat des Victoires du jazz 2011 dans la catégorie album international de production française.
Il se produit en 2011 dans de grands festivals comme Jazz in Marciac, Montreux, Montréal pour la 3e année consécutive, ainsi qu'au Tokyo Jazz Festival, en Arménie, au Royaume-Uni (Queen Elizabeth Hall) ou encore en Allemagne.
Il publie la même année son premier EP (EP no 1) constitué de 5 morceaux enregistrés à New-York et à Paris, avec des formations inédites. Suivront deux albums enregistrés en France, Shadow Theater (en), et Mockroot (en), faisant la part belle au chant, aux effets audios et aux mélanges des styles.
À l'occasion du centenaire du génocide arménien de 1915, il enregistre Luys i luso chez ECM avec le Yerevan State Chamber Choir. L'album est une plongée au cœur de la musique religieuse et classique de son pays d'origine. Il reprend les hymnes, des sharakans (chants liturgiques arméniens) ou encore des chants de célèbres compositeurs arméniens – dont Grégoire de Narek, Komitas ou encore Machtots – en les adaptant pour le piano et le chœur.

### Chez Nonesuch Records
En 2017 paraît l'album An Ancient Observer (en), dans lequel il ajoute au piano solo des effets électroniques et voix.
En 2020 paraît The Call Within (en), qui naît de l'intérêt de Tigran Hamasyan pour « les cartes géographiques de différentes époques, ainsi que pour la poésie, les contes et légendes arméniens chrétiens et pré-chrétiens, l'astrologie, la géométrie, le design arménien ancien, les gravures rupestres et la cinématographie ». L'album mélange rock progressif, jazz, metal, musique électronique et airs traditionnels arméniens. The Call Within figure sur les listes des meilleurs albums de l'année du BBC Music Magazine et de Jazzwise.
Le 29 avril 2022 paraît chez Nonesuch Records StandArt (en), son premier album uniquement composé d'arrangements de standards de jazz. Il est enregistré à Los Angeles avec son trio composé du bassiste Matt Brewer et du batteur Justin Brown, avec quelques musiciens invités : Ambrose Akinmusire, Mark Turner et Joshua Redman. L'album est salué par la critique pour la qualité de jeu et la beauté des réinterprétations des standards,.

### Chez Naïve Records
En 2024, Tigran Hamasyan présente un double album concept The Bird Of A Thousand Voices (en) sous le label Naïve, sorti le 30 août. Cet opus, profondément ancré dans le folklore arménien, se compose de 24 titres et s'inspire de la légende de L'Oiseau aux mille voix. L'album, qui prend la forme d'un opéra moderne d'une durée de 90 minutes, mélange des genres allant du prog metal et l'ambient au jazz, tout en intégrant des mélodies traditionnelles arméniennes. Sur la tournée de cet album, il est accompagné du batteur Matt Garstka, issu du milieu du metal, des frères Yessaï et Marc Karapetian, respectivement claviériste et bassiste, et de la chanteuse Areni Agbabian, collaboratrice de longue date. 
Pour enrichir l'expérience auditive, Hamasyan a également lancé un jeu d'arcade en ligne, accessible sur bird1000.com, avec une esthétique visuelle signée Khoren Matevosyan.

### Vie privée
Tigran Hamasyan réside à Los Angeles, dans le quartier de Venice.

## Récompenses

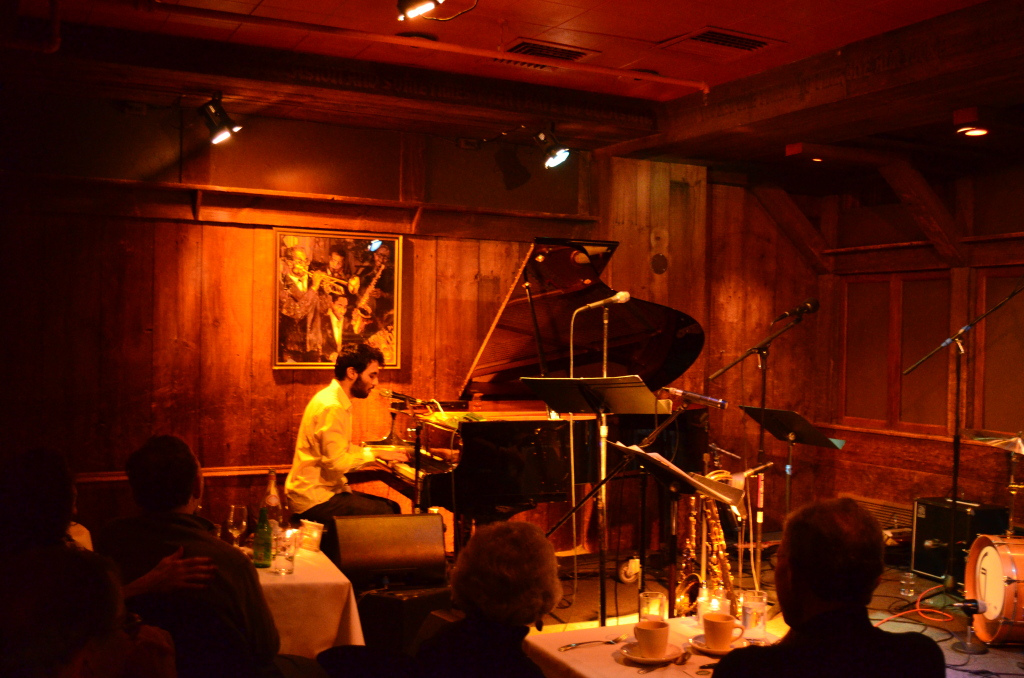
Tigran Hamasyan en concert à Philadelphie en 2012.

- 2002 : 3e prix du Concours de piano jazz Martial Solal à Paris.
- 2003 : 1er prix des Jazz à Juan Révélations dans la catégorie jazz instrumental.
- 2003 : 1er prix de la critique et du public, concours de piano du Montreux Jazz Festival.
- 2005 : 3e prix du concours de piano-jazz de Moscou.
- 2005 : 1er prix du 8e concours de solistes de jazz de Monaco.
- 2006 : 1er prix de piano jazz du Thelonious Monk Institute of Jazz, sous la présidence de Herbie Hancock.
- 2006 : 2e prix du concours international de piano-jazz Martial Solal.
- 2011 : Victoires du jazz dans la catégorie Album international de production française de l'année pour l'album À Fable

## Discographie

### Autres participations

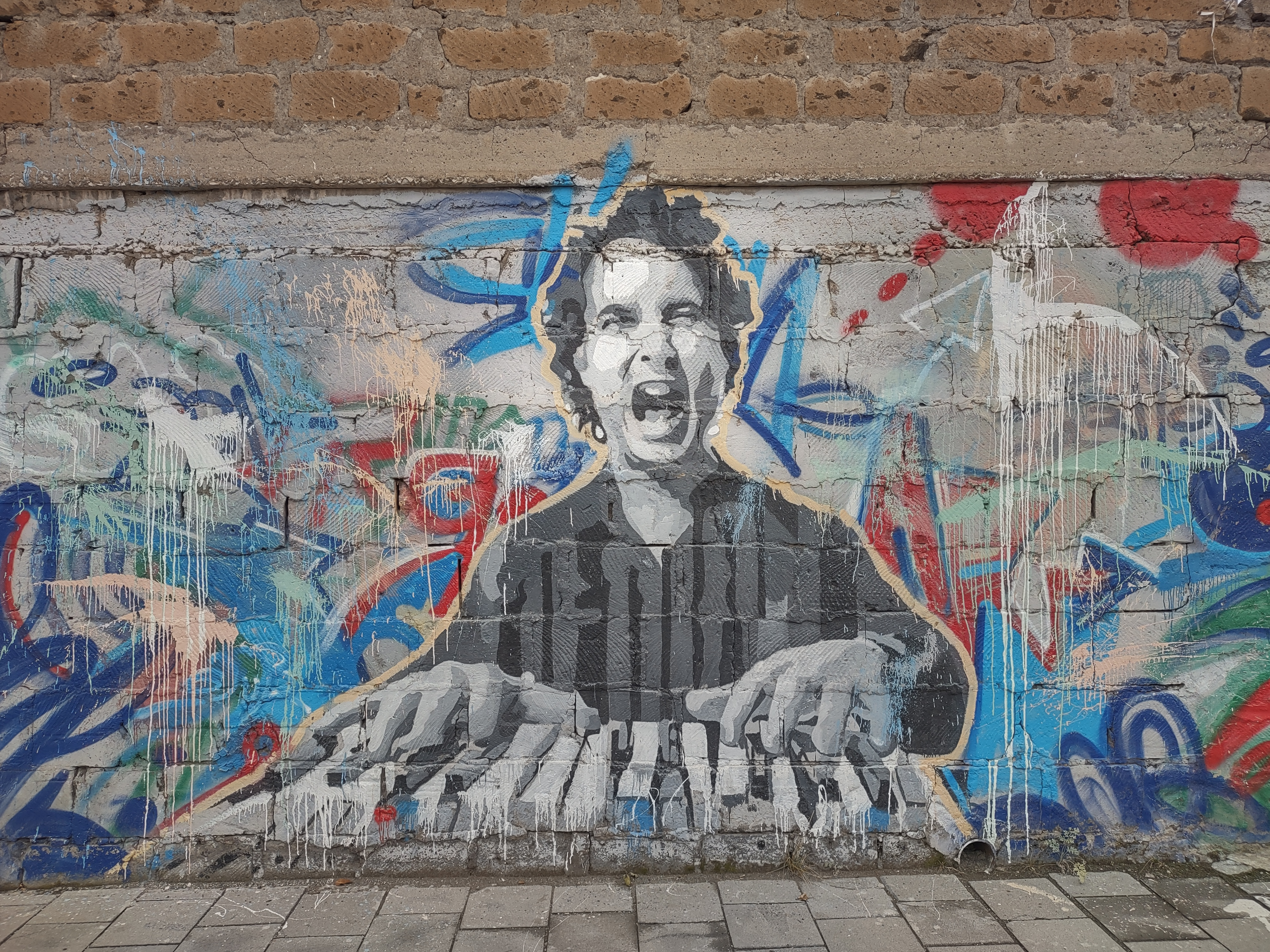

- 2010 : Abu Nawas Rhapsody, Dhafer Youssef (Jazzland Records)
- 2010 : Lines of Opression, Ari Hoenig (Naïve)
- 2012 : Liberetto, Lars Danielsson (ACT Music)
- 2012 : Lobi, Stéphane Galland (OutNote Records)
- 2013 : Jdid, Karim Ziad (JMS/Sphinx distribution)
- 2016 : avec Michel Petrossian, musique du film Bravo virtuose